# Tyler megye (Texas)
Tyler megye az Amerikai Egyesült Államokban, azon belül Texas államban található. Megyeszékhelye és legnagyobb városa Woodville. Lakosainak száma 19 798 fő (2020. április 1.). Tyler megye Angelina, Hardin, Polk és Jasper megyékkel határos.

## Népesség
A megye népességének változása:
| Lakosok száma | 21 763 | 21 675 | 21 456 | 21 464 | 21 347 | 19 798 |
|               | 2010   | 2011   | 2012   | 2013   | 2015   | 2020   |